# Teatro Empire
El Teatro Empire está situado en Hipólito Yrigoyen 1934 del barrio de Balvanera,  Buenos Aires, Argentina, en el mismo edificio que es sede del sindicato La Fraternidad y fue inaugurado el 20 de junio de 1934.

## El edificio
El edificio de La Fraternidad fue proyectado en 1931 por el arquitecto Jorge Sabaté (cuyo diseño fue elegido mediante concurso), en el estilo art decó que dominaba al gusto de la época. Construida en 1933 e inaugurada en 1934, esta obra con subsuelo, planta baja y cuatro pisos altos tuvo la premisa de concentrar la sede social del sindicato (incluyendo un salón de actos y cine-teatro), las oficinas administrativas, una escuela, la redacción de la revista gremial y la vivienda del Secretario Gerente. fue ubicada en un lugar estratégico de Buenos Aires, a un lado del Congreso de la Nación.

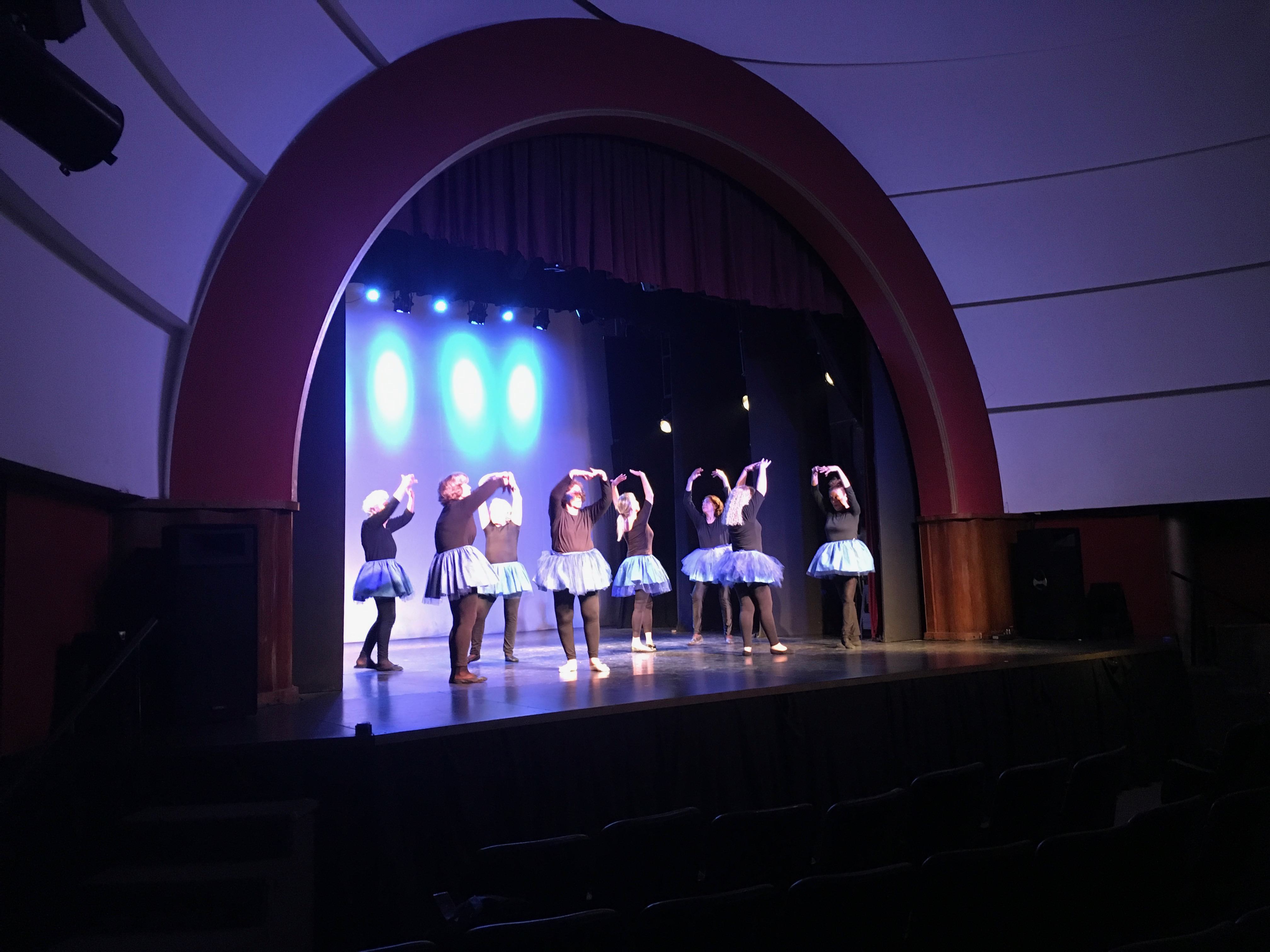
Escenario del Teatro Empire (Buenos Aires)

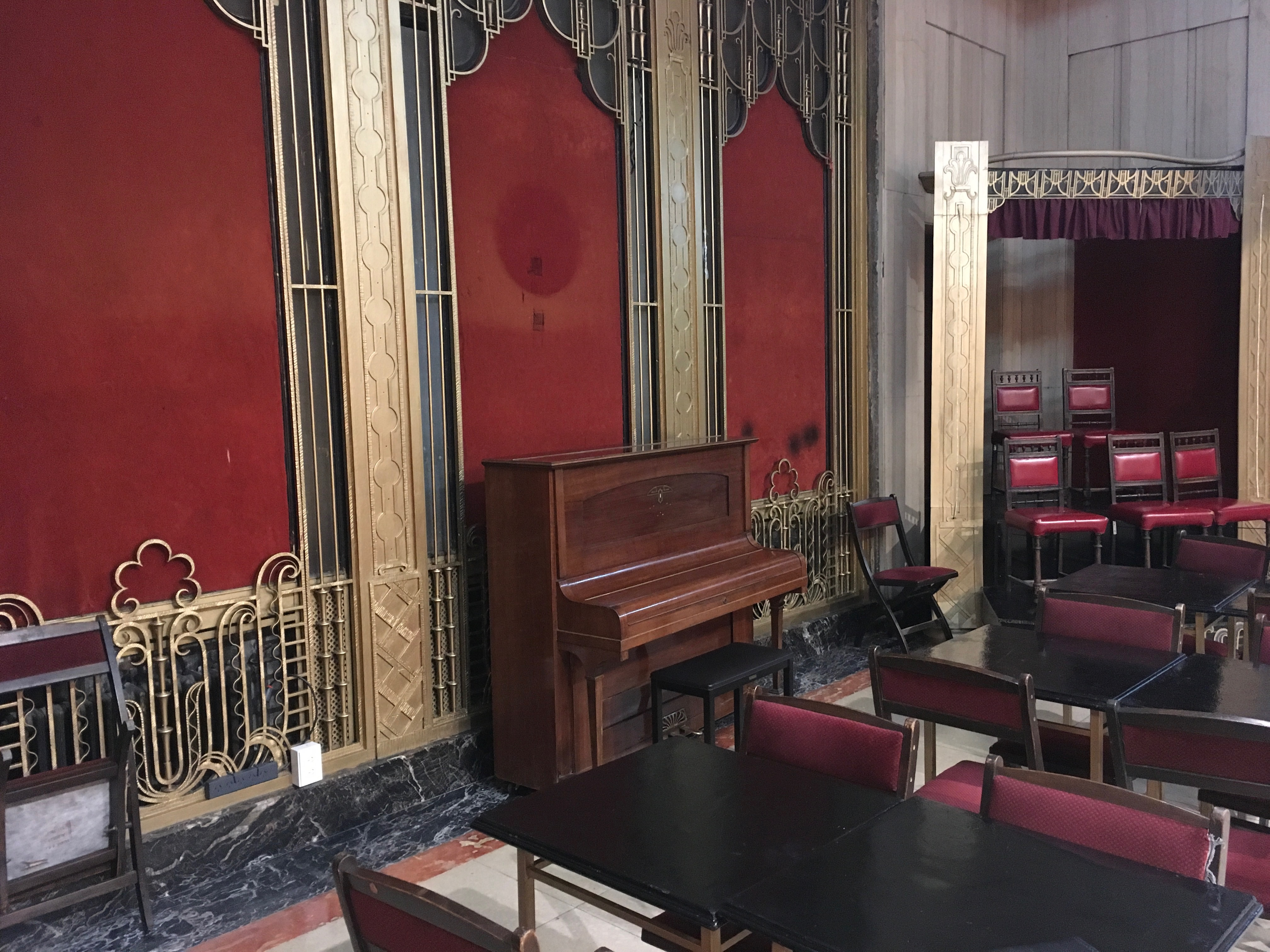
Platea del Teatro Empire (Buenos Aires)

La fachada del edificio está organizada en cinco paños de ventanas, separados por falsas pilastras, y el basamento posee tres entradas. La central es la de mayor dimensión, y es el acceso a la sede social y sala de cine-teatro. Está coronada por un relieve que reza "La Fraternidad", y da acceso a un imponente vestíbulo adornado con frisos diseñados por Daniel Ortolani y Adolfo Montero, que relatan la historia del transporte en la Argentina. Las dos entradas laterales llevan: una al sótano, donde se instaló el bufet y las salas de máquinas, y la otra a los pisos superiores, que alojan las oficinas (segundo piso), la escuela y la redacción (tercer piso) y la vivienda del Secretario (último piso). Finalmente, el remate está coronado por dos torretas laterales, escalonadas.

## El teatro
Fue inaugurado el 20 de junio de 1934 con una función de la que participaron, entre otros, Gloria Kazda Azucena Maizani, Camila y Fernando Quiroga. Desde entonces son muchas las obras que se representaron en el teatro y muchos también los actores argentinos y extranjeros que pasaron por su escenario: entre ellos están Josephine Baker, Maurice Chevalier, Alfredo Alcón, Ernesto Bianco, Pepe Cibrian, Irma Córdoba, Ana María Campoy, María Rosa Gallo, Adrián Ghio, Delia Garcés , Aída Luz , Bárbara Mujica, Cecilia Rosetto, Luis Sandrini, Paulina Singerman, Miguel Ángel Solá y José María Vilches.

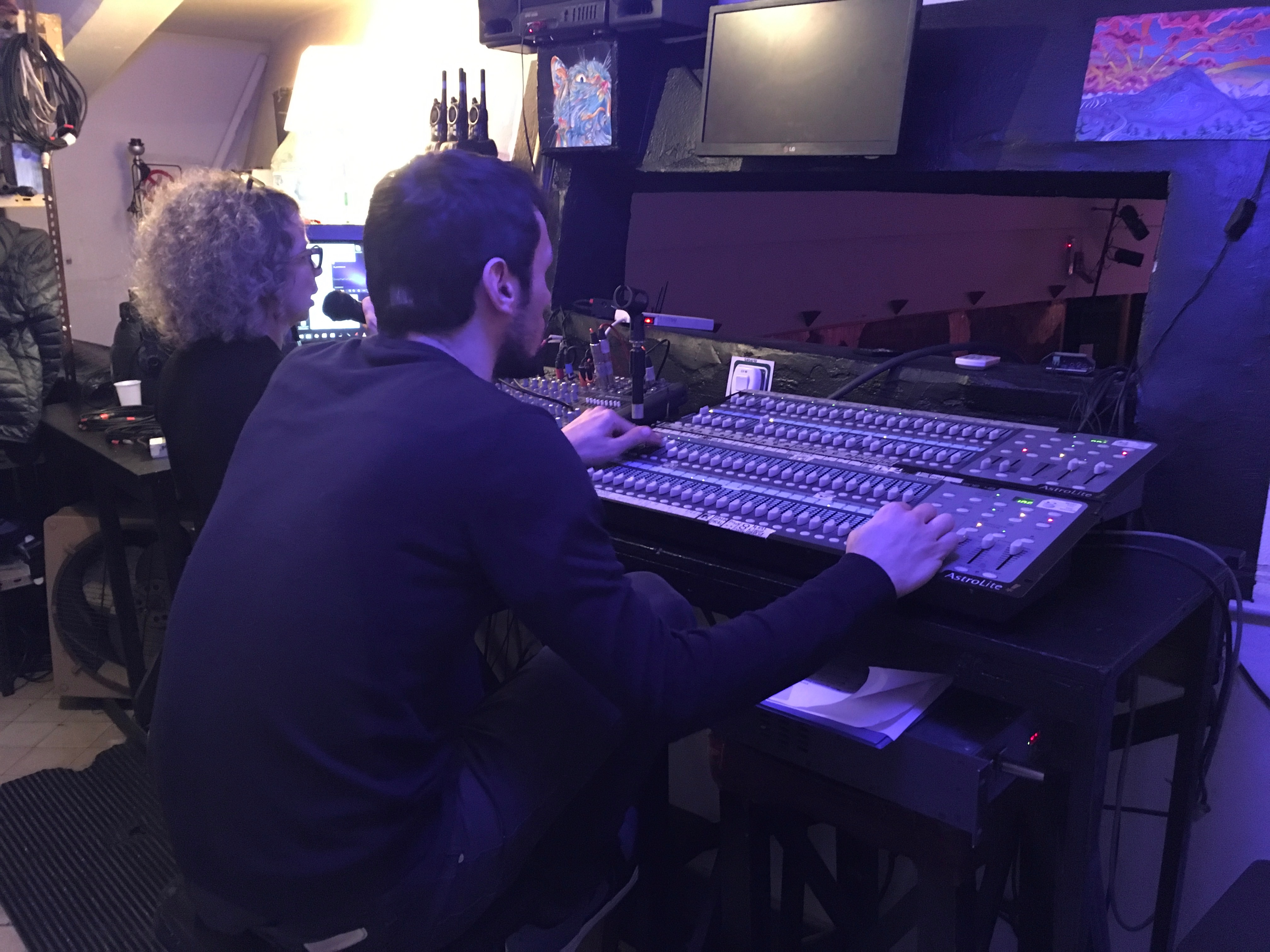
Sala de control del Teatro Empire (Buenos Aires)

Durante algunos años la fue el auditorium de LR3 Radio Belgrano, entonces a cargo de Jaime Yankelevich. 
Después de permanecer cerrado al público durante algunos años, desde 1997 la Compañía de Carlos Mathus y Antonio Leiva tiene a su cargo el teatro, que recibe el apoyo del Instituto Nacional del Teatro y Proteatro, y brinda una programación variada, que incluye una temporada de +opera, obras de teatro y de ballet independiente y espectáculos y conciertos musicales de diversos estilos.

## Otro Teatro Empire que existió en Buenos Aires
En Corrientes 699 esquina Maipú se inauguró el 17 de febrero de 1909 construìdo por el arquitecto suizo Jacques Dunant, quién también instaló su estudio en los pisos altos del edificio, el Teatro Ateneo que fue una de las salas más elegantes dedicadas al cinematógrafo primero y al music-hall después con figuras extranjeras y nacionales, entre las que estuvo el dúo Gardel Razzano y más adelante cambió su nombre por el de Empire Theatre hasta julio de 1936 en que fue demolido a causa del ensanche de la calle Corrientes.